# Giulio Ghelarducci
Giulio Ghelarducci (Livorno, 1883 – Firenze, 1970) è stato un pittore italiano.

## Biografia
Si lega in giovane età agli artisti del Club la Boheme, gruppo goliardico-culturale che sostiene l'opera di Giacomo Puccini. Entra in contatto così con i cosiddetti Impressionisti livornesi, facenti capo alla figura di Plinio Nomellini.
Subito dopo diviene uno dei frequentatori del Caffè Bardi di Livorno, luogo di ritrovo di pittori come Benvenuto Benvenuti, Giovanni Bartolena, Renato Natali, Mario Puccini, Ulvi Liegi, Gabriele Gabrielli e, seppur sporadicamente, Amedeo Modigliani.
Nel 1922 è presente alla Primaverile fiorentina con l'opera Raggio di sole. 
Nel 1927 è insegnante alla Scuola serale del Nudo a Firenze, dove ha come allievo Pietro Annigoni.
Dal 1936 al 1938 si stabilisce in Eritrea, dove tiene una mostra personale. 
Partecipò a molte delle mostre collettive organizzate dal Gruppo Labronico, a cui aveva aderito a partire dal 1920.
Pittore dalla tavolozza brillante e vivace ha con il tempo migliorato l'aspetto tecnico dei soggetti disegnati, che nella sostanza sono quelli tipici dell'arte labronica tradizionale.